# Evert Lundquists ateljémuseum

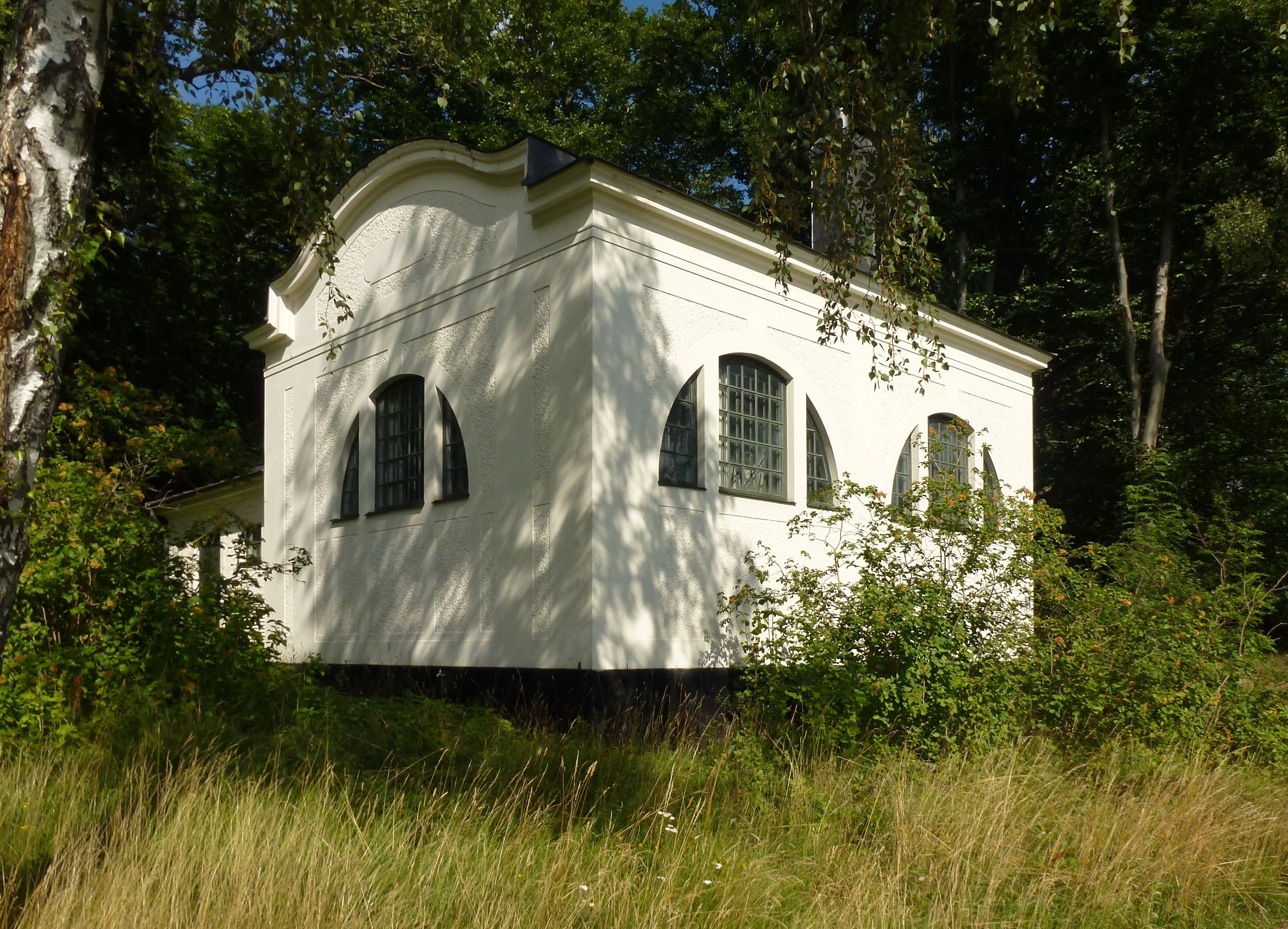
Evert Lundquists ateljé 2012.

Evert Lundquists ateljémuseum är målaren och grafikern Evert Lundquists tidigare ateljé och sedan 1993 ett konstnärsmuseum i Drottningholms slottspark på Lovön i Ekerö kommun. 

## Beskrivning

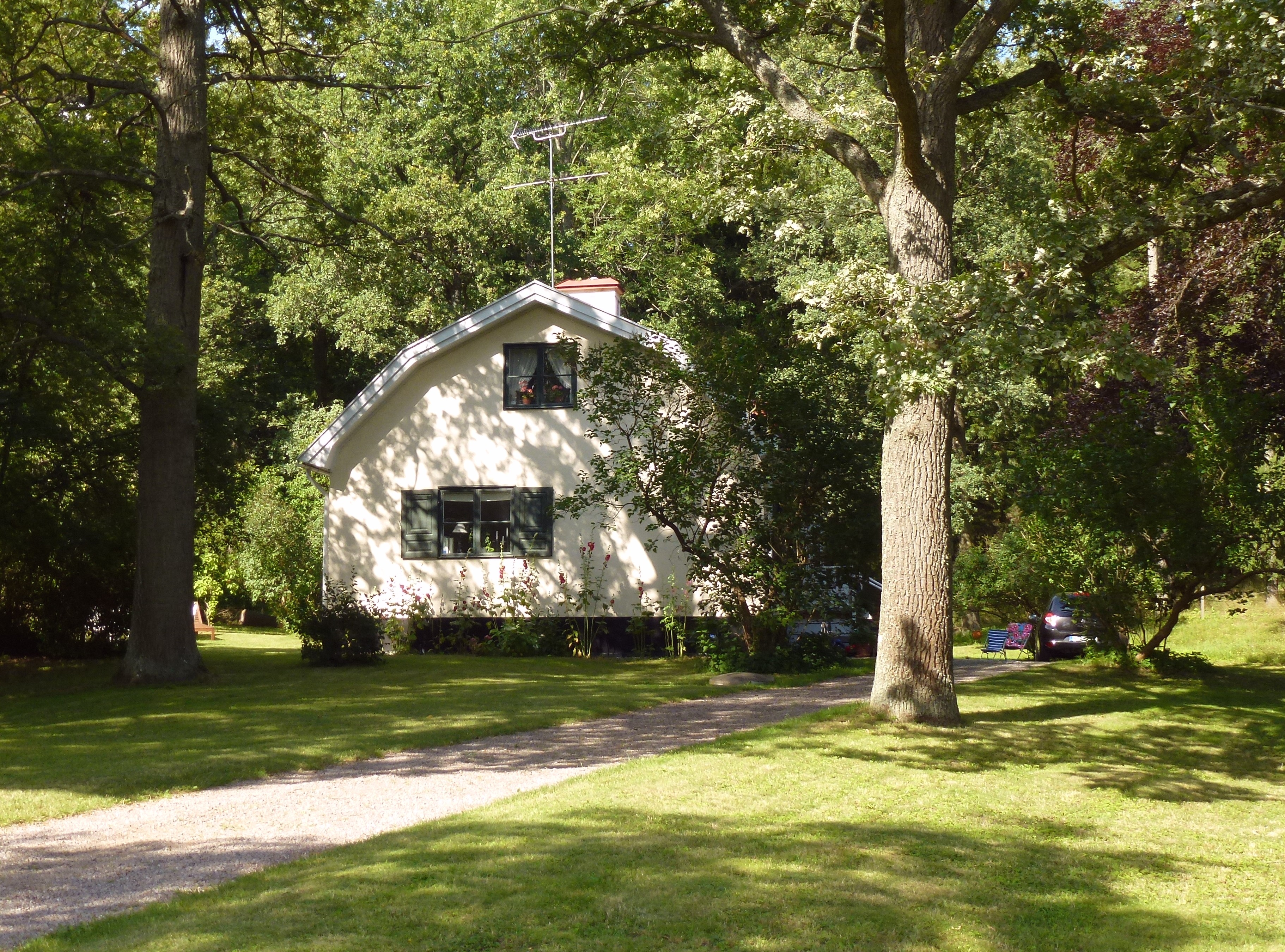
Före detta bostadshuset intill ateljén.

Den vitputsade museibyggnaden ligger i södra delen av slottsparken, sydost om Kina slott. Den är byggd i jugendarkitektur med sina stora välvda fönster och var ursprungligen ett maskinhus, vilket användes för att alstra elektrisk ström till Drottningholms slott vid 1900-talets början. På 1950-talet övergick man till växelström, och huset uppläts som ateljé åt Evert Lundquist på initiativ av arkitekterna Ivar och Anders Tengbom. Evert Lundquist arbetade här åren 1953-90. 
Dåvarande slottsarkitekten Ivar Tengbom lät inreda byggnaden med ett loft, ett litet kök och ett torrdass. Upprustningen skulle bekostas av konstnären själv. Till en början arbetade och bodde Lundquist ensam i ateljén innan familjen flyttade efter 1958 och bosatte sig i huset intill. Efter långa arbetspass i ateljén åkte Lundquist gärna in till Stockholm för att koppla av på Operakällaren eller Den Gyldene Freden. Men även i ateljén firades det som några tomma flaskor på en bricka i ett hörn vittnar om. Lundquist trivdes i sin ateljé och bjöd gärna vänner hit, men aldrig när han arbetade.
På ålderns höst fick Lundquist dålig syn och hans minneslappar med stor text finns ännu bevarade på kuvert innehållande färgtuber. Numera visas här oljemålningar, kolteckningar och torrnålsgravyrer av Evert Lundquist samt oljemålningar av hans hustru konstnären Ebba Reutercrona (1911–1998), dessutom akvareller av sonen Manne och en skulptur och en oljemålning av sonen Hymme som försvann spårlöst den 29 juli 1965.
Donationen av ateljén med all konst överlämnades till staten den 15 oktober 1987. År 1990 lämnade Lundquist sin ateljé och flyttade med hustrun till ett äldreboende. Tre år senare öppnade museet som var Lundquists uttryckliga önskan och ateljén bevarades sedan dess med sin kompletta inredning. Den 4 november 1994 avled Lundquist. Allt står kvar så som han lämnade det. Många av förlagorna till målningarna och gravyrerna i finns här, liksom mängder av målarutrustning, souvenirer, reproduktioner, Lundquist pipor och allt som skapar känslan av att konstnären just gått ut på en liten promenad.

## Interiörbilder

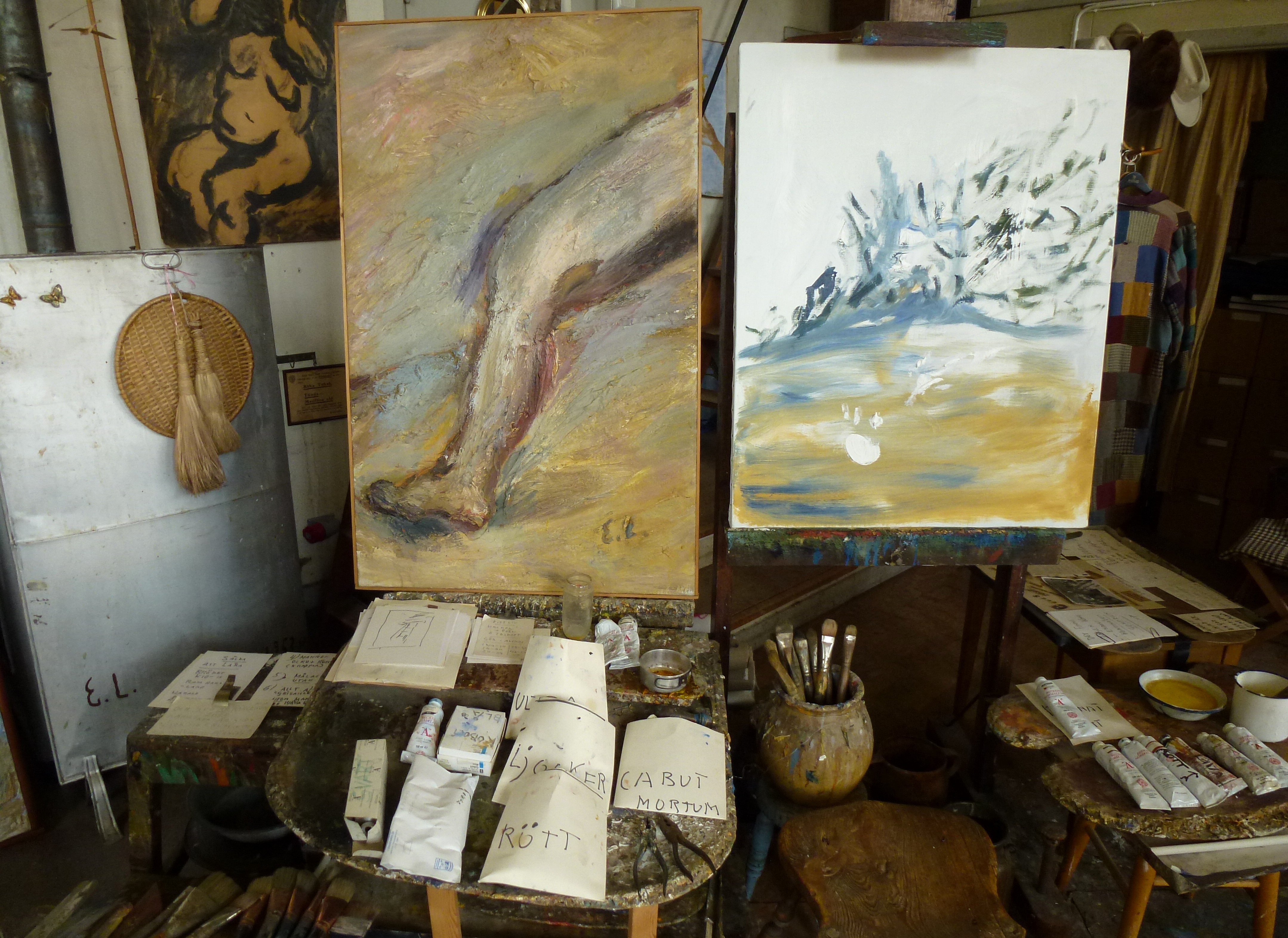
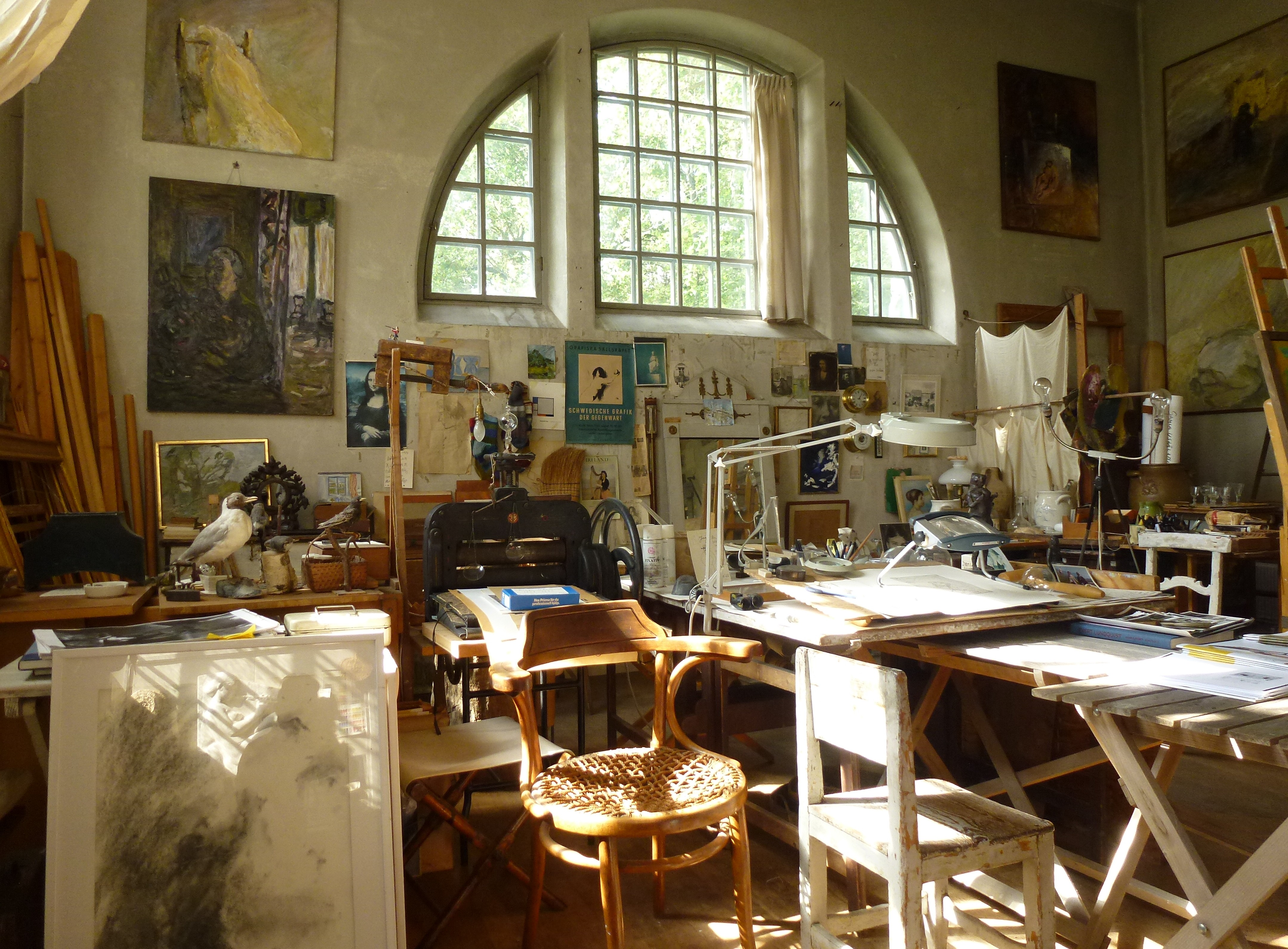
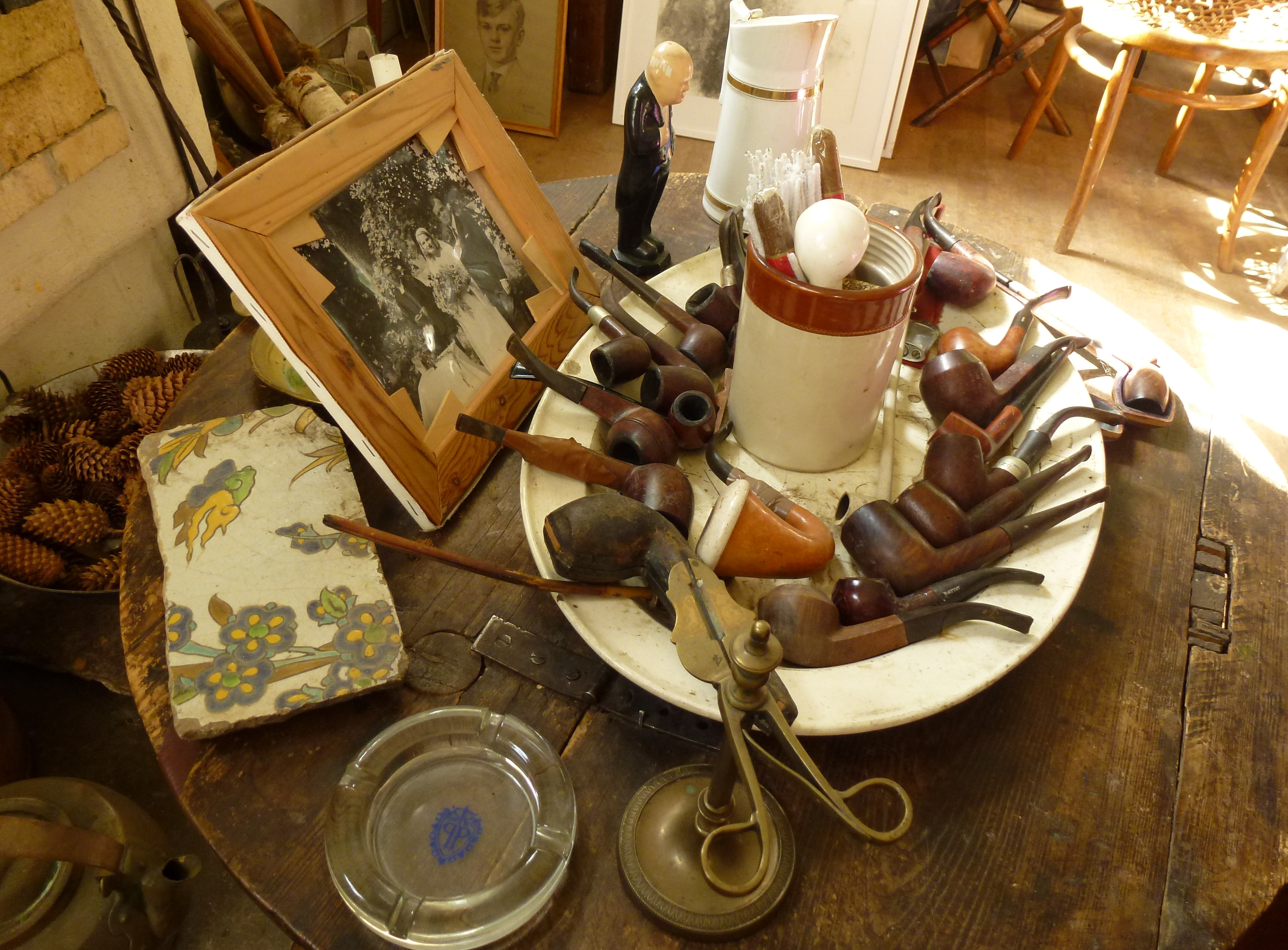
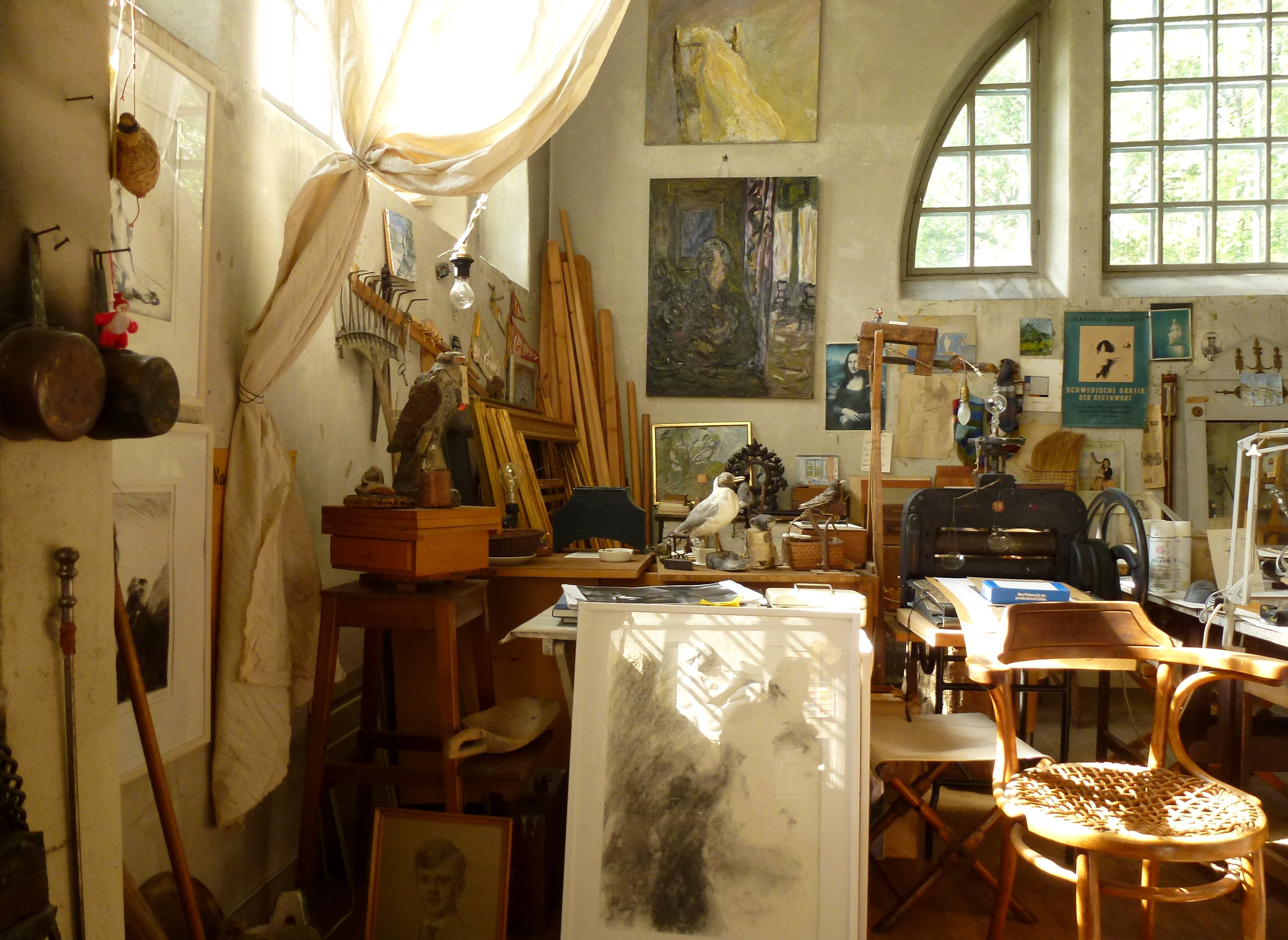